# Déagol
Déagol je fiktivní postava hobita vytvořená spisovatelem J. R. R. Tolkienem. Jeho příběh je popsán v knize Společenstvo Prstenu, prvním ze tří svazků, které tvoří Tolkienův nejslavnější román Pán Prstenů, v kapitole „Stíny minulosti“.
Ve filmové trilogii Petera Jacksona Pán prstenů jej hrál Thomas Robins.

## Životopis
Déagol byl hobit z kmene Statů, který žil v malé komunitě vázán příbuzenskými vazbami podobnými klanu. Narodil se někdy mezi lety 2400 a 2430 Třetího věku. Měl příbuzného, který se jmenoval Sméagol, jehož babička byla matriarchou obce.
V roce 2463 se Déagol se stal třetím nositelem Jednoho prstenu. Našel magický prsten, který byl ztracen po tisíce let, při rybolovu se Sméagolem u Kosatcových polí.
Sméagol byl okamžitě chycen do pasti krásou a lákavou mocí prstenu, a požadoval jej jako „narozeninový dárek“. Když se ho Déagol odmítl vzdát, Sméagol ho uškrtil a jeho tělo schoval. Tělo nebylo nikdy nalezeno, nicméně vrah byl nakonec vyhnán z domova a do Mlžných Hor, kde prsten ztratil. Dlouhodobým působením prstenu se Sméagol změnil ve stvoření, přezdívané Glum (podle zvuků, které vydával). 

## Jméno
Jméno „Déagol“ je ze staré angličtiny (dēagol znamená „tajný, skrytý“).